# Guamrall
Guamrall (Gallirallus owstoni) är en flygoförmögen fågel endemisk för de täta skogarna på Guam. Från att ha varit utdöd i det vilda sedan 1987 har fåglar uppfödda i fångenskap återförts. Sedan 2019 anses den ha en självförsörjande population igen.

## Utseende och läten
Guamrallen är en medelstor (28 cm), flygoförmögen rall. Ovansidan är chokladbrun, med grått på ögonbryn samt nedre delen av halsen och övre delen av bröstet. Resten av undersidan och vingpennorna är kraftigt bandade i svart och vitt. Ben och fötter är gulbruna medan ögat är brunt. Lätet är ett skriande "kee-yu" och korta "kip"-serier.

## Utbredning och status
Fågeln förekommer endast på ön Guam i Marianerna. Den försvann från södra Guam i början av 1970-talet och var helt utrotad från ön 1987 på grund av predation från den införda ormarten Boiga irregularis. Innan den försvann togs 22 individer in i fångenskap. Arten hålls vid liv genom ett uppfödningsprogram på Guam och på ett antal zoologiska trädgårdar på fastlandet i USA. 1998 återinfördes 16 individer till ett ormkontrollerat område på ön, där den förökade sig. 2002 förstörde dock en tyfon stängslet som omringade området, varvid fåglarna tog sig ut. Därefter har den inte setts.
Sedan 1989 har över 1200 fåglar uppfödda i fångenskap introducerats på ön Rota cirka 90 km norr om Guam. Inledningsvis stötte projektet på motgångar, bland annat till följd av predation av tamkatt, men 2013 konstaterades att populationen uppgick till 125 fåglar och att arten lyckats häcka i det vilda. Den anses dock inte ännu vara självförsörjande utan kräver fortsatt tillskott av uppfödda individer.
Fåglar har även släppts på ön Cocos Island utanför Guams sydspets, först med 16 fåglar 2010 och ytterligare 10 2012. 2014 konstaterades arten häcka och fågeln finns numera över hela ön. Populationen anses därmed självförsörjande. Sedan 2019 behandlar internationella naturvårdsunionen därför arten inte längre som utrotad i det vilda utan för den istället till hotkategorin akut hotad, med tanke på den lilla populationen och öns mycket begränsade storlek på endast 38 hektar.

## Levnadssätt
På Guam förekom arten i de flesta miljöer, som skog, gräsmark, buskområden och jordbruksmarker, men inte i sötvattensvåtmarker. Den födosökte utmed fält och i vägkanter efter sniglar, insekter, geckoödlor samt frön, blommor och annat vegetabiliskt material. Den införda jättesnigeln Achatina fulica blev också en viktig del av födan. Fågeln häckade året runt (men med en topp under regnperioden juli–november) på torr mark i tätt gräs.

## Namn
Fågelns vetenskapliga artnamn hedrar Alan Owston (1853-1915), engelsk handelman, naturforskare och samlare av specimen boende i Japan 1871-1915.